# Pabaungan Pantai
Pabaungan Pantai – wieś (desa) w kecamatanie Candi Laras Selatan, w kabupatenie Tapin w prowincji Borneo Południowe w Indonezji.
Miejscowość ta leży w północno-wschodniej części kecamatanu.